# Museo de Cerámica Ruiz de Luna
El Museo de Cerámica Ruiz de Luna está ubicado en Talavera de la Reina (Toledo) España. Fue creado por el ceramista Juan Ruiz de Luna como depósito y exposición de su colección particular hasta que, tras su muerte, fue cedido al Ayuntamiento de dicha localidad.

## Descripción

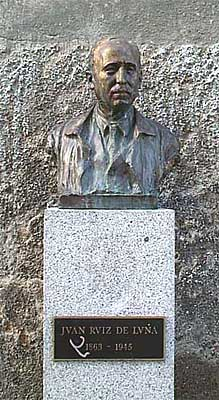
Juan Ruiz de Luna.

Originalmente enclavado en los antiguos talleres del ceramista en la Plaza del Pan de Talavera de la Reina, tras diversos avatares se trasladó a una nueva instalación en el año 1996.  El actual museo ocupa un antiguo convento de la Orden de Agustinos Recoletos del siglo XVI, en el casco antiguo de la ciudad. 
El edificio consta de dos cuerpos arquitectónicos: la antigua iglesia y luego liceo de San Agustín, con una fachada de ladrillo de estilo barroco talaverano obra de Fray Lorenzo de San Nicolás; y de otro lado, el antiguo convento que tras la desamortización sería usado como almacén y después como colegio nacional.
El Museo de Cerámica Ruiz de Luna alberga un importante capítulo etnográfico de la historia de la cerámica talaverana, desde sus orígenes romános y árabes, hasta la época de esplendor de los siglos XV y XVI y muestras más recientes de los siglos XIX y XX (como la ingente obra de Ruiz de Luna cuyo objetivo, junto a otros ceramistas de la ciudad, fue recuperar la  gloria alfarera talaverana, recuperando los antiguos modelos). También se exponen algunos objetos arqueológicos encontrados en las excavaciones durante las obras del edificio, así como un taller audiovisual de cerámica. Más allá del marco nacional, el museo recoge piezas de países como México donde se percibe la fuerte influencia de la cerámica de Talavera en parte de la cerámica americana.